# Maximilian Belle
Maximilian Belle (* 13. Februar 1995 in München), auch Maxi Belle genannt, ist ein deutscher Synchronsprecher.

## Leben
Er ist der jüngere Bruder von Jacqueline Belle, die ebenfalls Synchronsprecherin ist, und lebt in München. Bereits im Alter von fünf Jahren vermittelte ihm sein Onkel Ekkehardt Belle die erste Synchronrolle, da ganz plötzlich bei seiner damaligen Filmproduktion ein kleiner Junge ausfiel und Ersatz gesucht wurde.
Eine seiner bekanntesten Sprechrollen ist die als Aang in Die Legende von Aang.

## Synchronrollen (Auswahl)
Booboo Stewart
- 2010: Eclipse – Biss zum Abendrot als Seth Clearwater
- 2011: Breaking Dawn – Biss zum Ende der Nacht, Teil 1 als Seth Clearwater
- 2012: Breaking Dawn – Biss zum Ende der Nacht, Teil 2 als Seth Clearwater
- 2015: Descendants – Die Nachkommen als Jay

Ryûnosuke Kamiki
- 2001: Chihiros Reise ins Zauberland als Baby Boh
- 2016: Your Name. – Gestern, heute und für immer als Taki Tachibana
- 2020: Weathering With You – Das Mädchen, das die Sonne berührte als Taki Tachibana

Jake T. Austin
- 2007–2012: Die Zauberer vom Waverly Place als Max Russo
- 2009: Die Zauberer vom Waverly Place – Der Film als Max Russo

Noah Ringer
- 2010: Die Legende von Aang als Aang/Avatar
- 2011: Cowboys & Aliens als Emmett Taggart

Miyu Irino
- 2018: Maquia – Eine unsterbliche Liebesgeschichte als Erial
- 2019: Carole and Tuesday als Roddy

### Filme
- 2003: Nicholas Bird in Findet Nemo als Racker
- 2003: Shane Baumel in Der Kindergarten Daddy als Crispin
- 2004: Maxence Perrin in Die Kinder des Monsieur Mathieu als Pépinot
- 2004: Ross Simanteris in Die Kühe sind los als Schweinchen 2
- 2005: Das Schwein in Siegfried
- 2006: Jonah Bobo in Cap und Capper 2 – Hier spielt die Musik als Cap (Todd)
- 2007: Alex Ferris in Gefallene Engel als Stevie
- 2008: Henry Hodges in Snow Buddies – Abenteuer in Alaska als Mudbud
- 2008: Parker Goris in Arielle, die Meerjungfrau – Wie alles begann als Fabius
- 2009: Jordan Nagai in Oben als Russell
- 2017: Thomas Mann in Kong: Skull Island als Reg Slivko
- 2018: Gaku Hamada in Pokémon: Der Film - Die Macht in uns als Torsten

### Serien
- 2005–2009: Aiden Pompey in Kleine Einsteins als Quincy
- 2009: Lewis Rose in Gormenghast als Doggit
- 2011: Romi Park in Deadman Wonderland als Ganta Igarashi
- 2011: Jimmy Bennett in My Superhero Family als JJ Powel
- 2011–2012: Eros Vlahos in Game of Thrones als Lommy Grünhand
- 2011–2014: Carlon Jeffery in A.N.T.: Achtung Natur-Talente als Cameron Parks
- 2012–2015: Leo Howard in Karate-Chaoten als Jack
- 2012–2016: Billy Unger in S3 – Stark, schnell, schlau als Chase Davenport
- 2012: Junko Takeuchi in Inazuma Eleven als Mark Evans
- 2013–2014, 2016, 2019: Robbie Kay in Once Upon a Time – Es war einmal … als Peter Pan
- 2016–2018: Michael Ronda in Soy Luna als Simón Álvarez
- 2017–2024: Freddie Highmore in The Good Doctor als Dr. Shaun Murphy
- 2018: Yuuto Uemura als Hiro (Code 016) in Darling in the Franxx
- 2019–2021: Nobunaga Shimazaki als Yuki Soma in Fruits Basket
- 2020–2023: Ryan O’Flanagan als Edric Blight in Willkommen im Haus der Eulen
- 2022: Zack Calderon als Rafael Garcia in The Wilds

## Hörspiele (Auswahl)
- 2003: Findet Nemo als Racker
- 2010: Die Legende von Aang: Das Original-Hörspiel zum Kinofilm, Edelkids
- 2020: Die Chroniken von Mistle End: Der Greif erwacht (als Cedrik O’Connor), DAV
- 2021: Die Chroniken von Mistle End: Die Jagd beginnt (als Cedrik O’Connor), DAV
- 2022: Die Chroniken von Mistle End: Der Untergang droht (als Cedrik O’Connor), DAV
- 2022: Francis Durbridge: Paul Temple und der Fall McRoy (Liftboy) – Regie: Antonio Fernandes Lopes (Originalhörspiel – HNYWOOD)
- 2023: Der Druide von Mistle End: Angriff der Dämonen (als Cedrik O’Connor), DAV
- 2024: Der Druide von Mistle End: Der Zorn der Götter (als Cedrik O’Connor), DAV

## Videospiel
- 2003: Findet Nemo – Abenteuer unter Wasser als Racker
- 2014: Die drei ??? Kids-Jagd auf das Phantom als Bob
- 2016: Watch Dogs 2 als Josh
- 2018: Super Smash Bros Ultimate als Pokemon Trainer (männlich)